# Brandungspfeiler

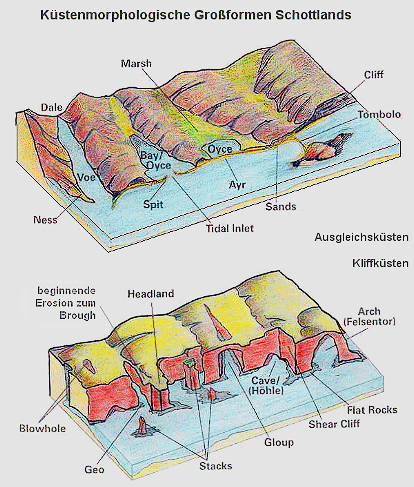
Küstenstrukturen engl. - Brandungspfeiler = stack

Brandungspfeiler sind vor einer Kliffküste aufragende Felsentürme und vergleichbare Formationen, die durch Brandungserosion gebildet wurden. Sie entstehen durch Einsturz von Brandungstoren oder Abtrennung von Brandungsgassen, vor allem in Landschaften, wo felsige Bergzüge bis ins Meer reichen.

## Beispiele
Der einzige Brandungspfeiler in Deutschland ist die „Lange Anna“ vor der Insel Helgoland. Dessen Name auf Helgoländer Friesisch, Nathurn Stak (‚Nordhorn-Brandungspfeiler‘), ist verwandt mit der englischen Bezeichnung stack und der schottisch-gälischen Bezeichnung stac. In Schottland findet man Brandungspfeiler beispielsweise als Bestandteil des St.-Kilda-Archipels (Stac an Armin, Stac Lee), wo sie aus Resten eines tertiären Vulkankegels gebildet wurden, beim Old Man of Hoy, Old Man of Stoer, beim Dunnicaer Hillfort oder auf den Flannan Isles. Kleinere Brandungspfeiler findet man rund um die Farne-Inseln im Nordosten Englands.

Brandungspfeiler
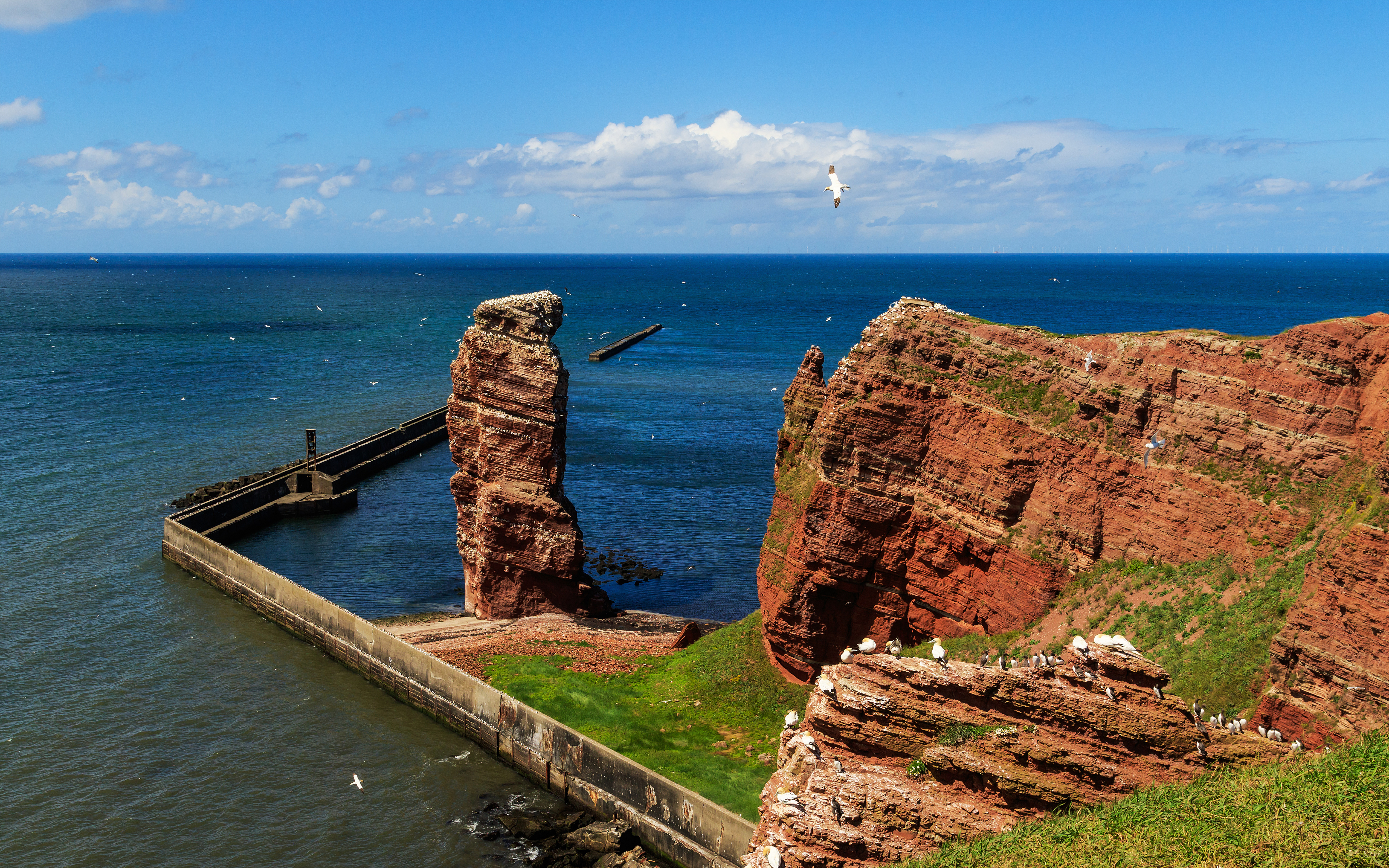
„Lange Anna“ vor Helgoland
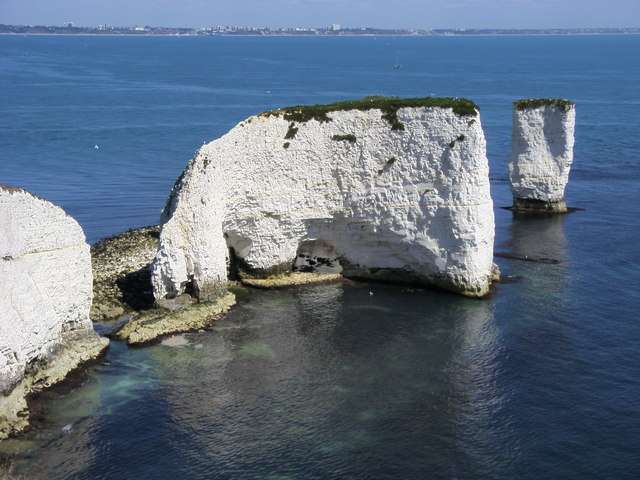
Old Harry’s Rocks
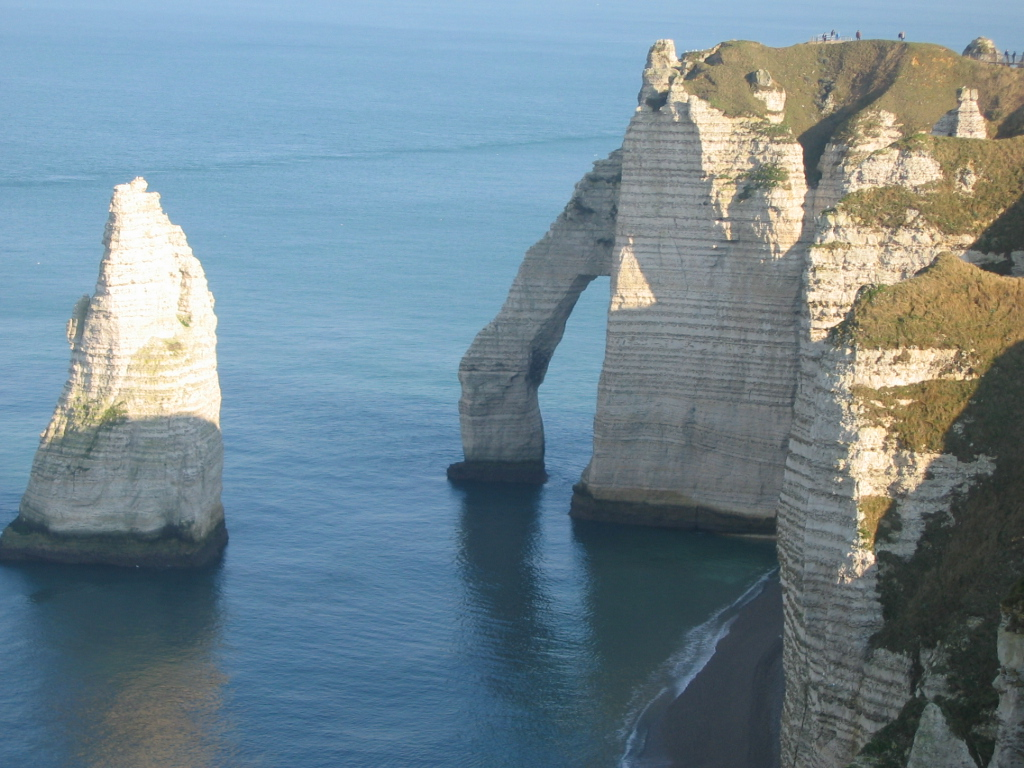
Étretat Normandie (Elefantenrüssel)
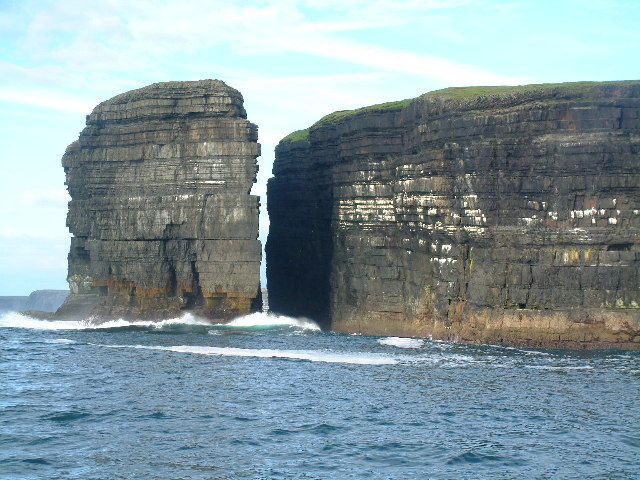
Loop Head
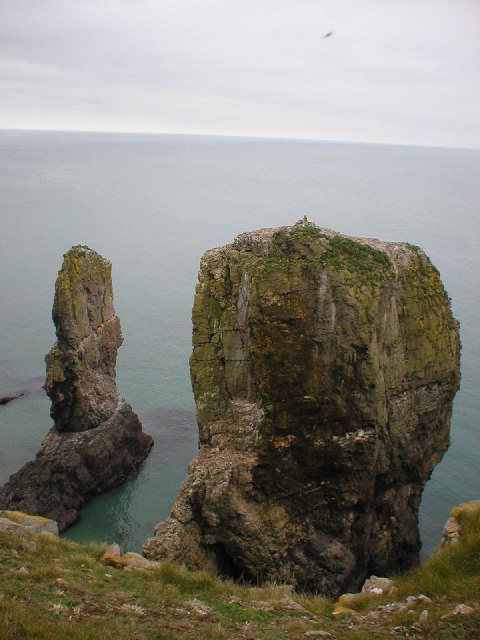
Elugug, Wales
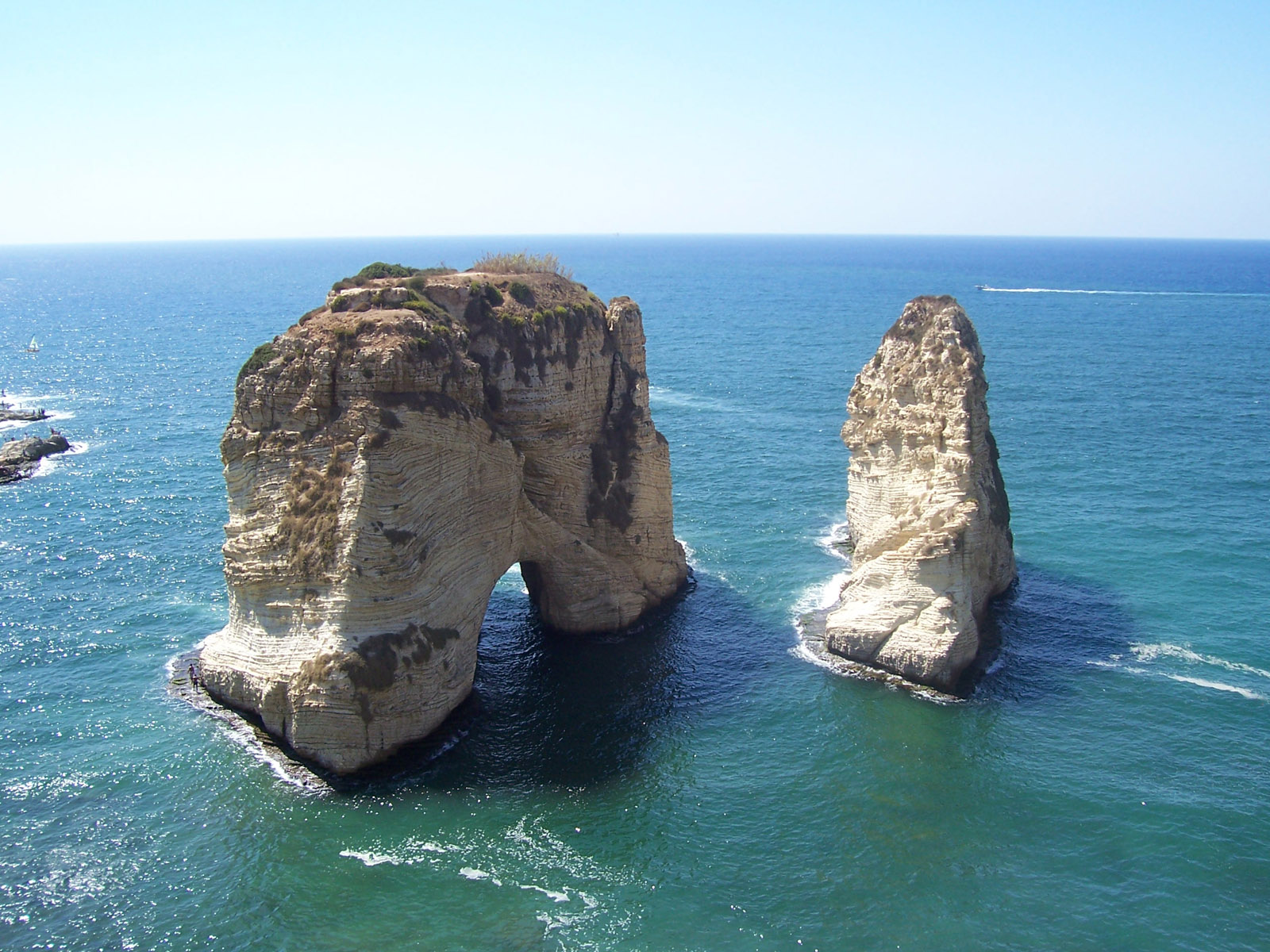
Grotte aux pigeons Libanon
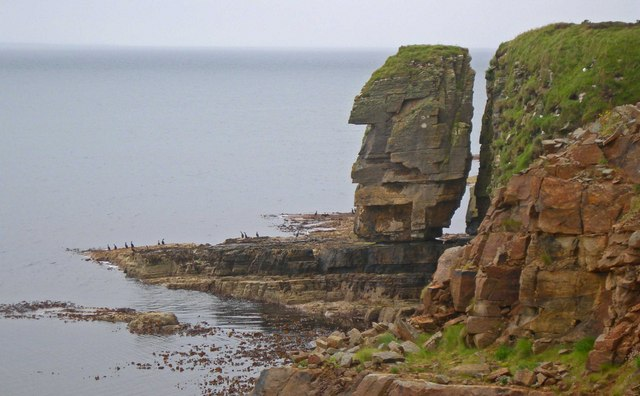
Lingavi Geo, Shapinsay (Orkneyinseln)
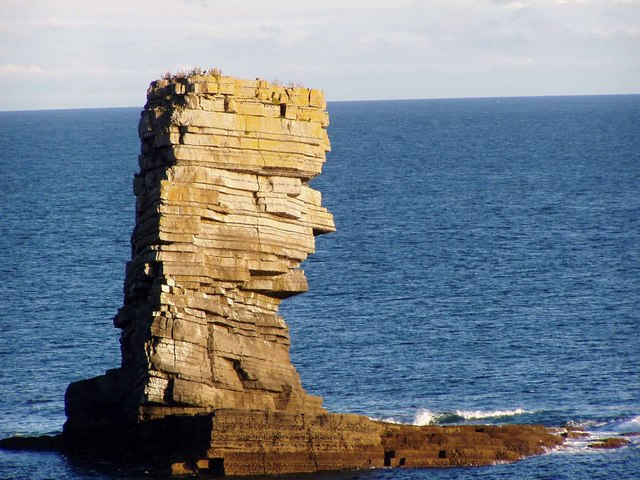
Linney Head
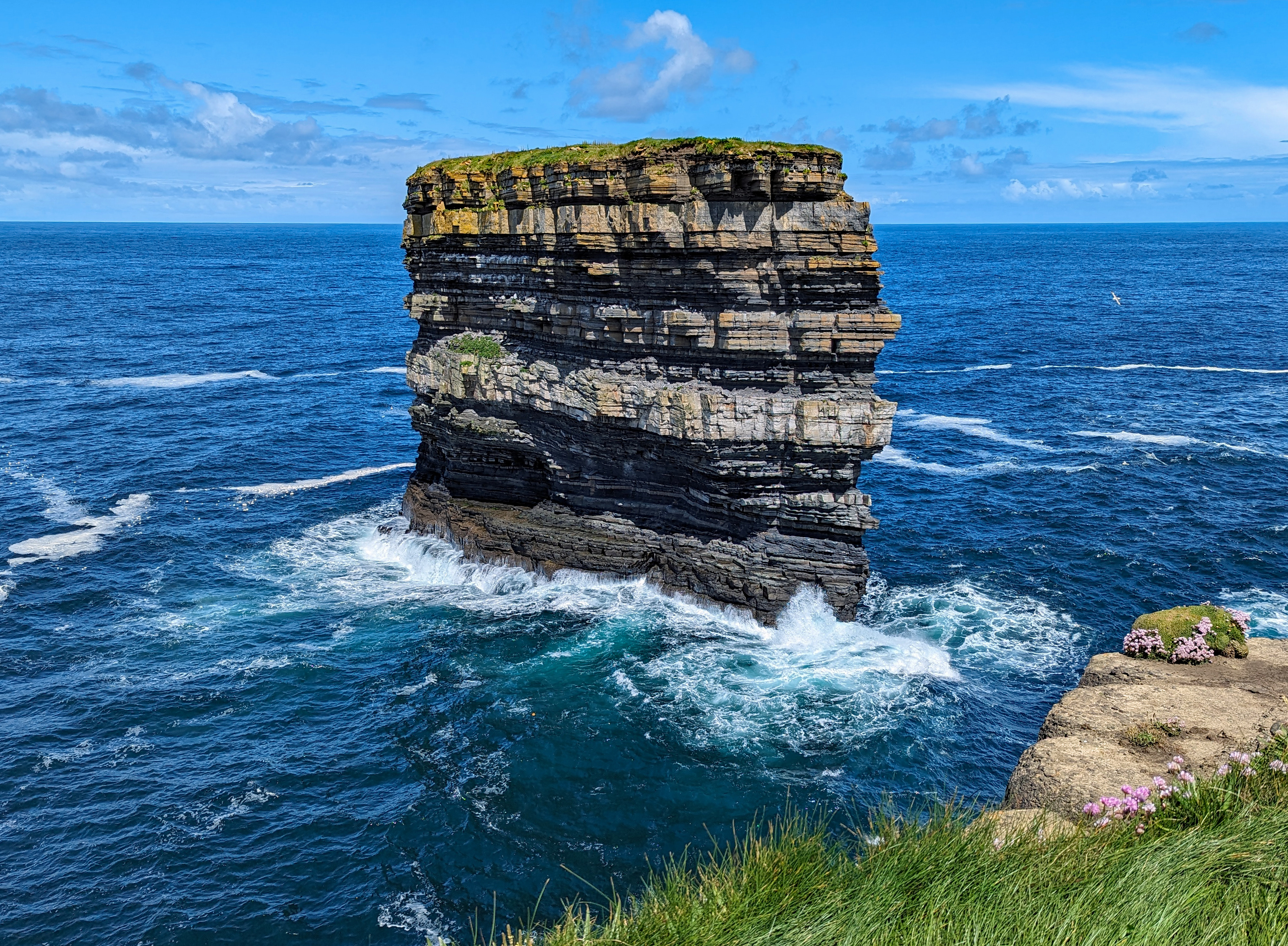
Dún Briste Irland
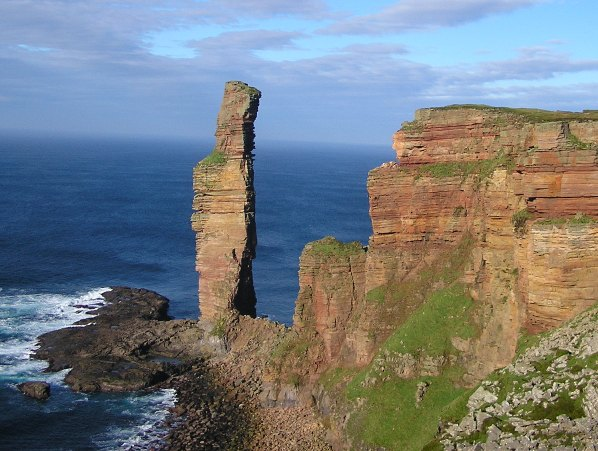
Old Man of Hoy, Hoy (Orkney)